# Lepidium tolmaczovii
Lepidium tolmaczovii är en korsblommig växtart som först beskrevs av Sabir Junussovicz Junussov, och fick sitt nu gällande namn av Al-shehbaz. Lepidium tolmaczovii ingår i släktet krassingar, och familjen korsblommiga växter. Inga underarter finns listade i Catalogue of Life.